# Ozero Glubotjko
Ozero Glubotjko (ryska: Озеро Глубочко) är en sjö i Belarus.   Den ligger i voblasten Vitsebsks voblast, i den norra delen av landet, 180 km norr om huvudstaden Minsk. Ozero Glubotjko ligger 133 meter över havet. Arean är 0,24 kvadratkilometer. Den sträcker sig 0,6 kilometer i nord-sydlig riktning, och 0,6 kilometer i öst-västlig riktning.
I omgivningarna runt Ozero Glubotjko växer i huvudsak blandskog. Runt Ozero Glubotjko är det ganska tätbefolkat, med 72 invånare per kvadratkilometer.